# Trisauerstoffdifluorid
Trisauerstoffdifluorid ist eine anorganische chemische Verbindung des Sauerstoffs aus der Gruppe der Sauerstofffluoride. In neuerer Literatur gilt die Existenz der Verbindung als nicht gesichert. Es wird davon ausgegangen, dass es sich um eine Mischung aus Disauerstoffdifluorid und Tetrasauerstoffdifluorid handelt.

## Gewinnung und Darstellung
Trisauerstoffdifluorid kann durch Reaktion von Sauerstoff mit Fluor bei etwa −190 °C in einer elektrischen Entladung bei niedrigem Druck gewonnen werden.
{\displaystyle \mathrm {3\ O_{2}+2\ F_{2}\longrightarrow 2\ O_{3}F_{2}} }
Sie wurde erstmals Ende der 1930er-Jahre von den japanischen Wissenschaftlern Aoyama und Sakuraba synthetisiert und untersucht.

## Eigenschaften
Trisauerstoffdifluorid ist ein tiefrote Flüssigkeit, die bei −190 °C erstarrt und zu Unterkühlung neigt. Sie zersetzt sich oberhalb von −157 °C in Sauerstoff und Disauerstoffdifluorid. Sie ist ein starkes Oxidationsmittel, vergleichbar etwa mit Disauerstoffdifluorid und reaktionsfähiger als Fluor und Sauerstoffdifluorid.